# الخيل في الحرب العالمية الأولى

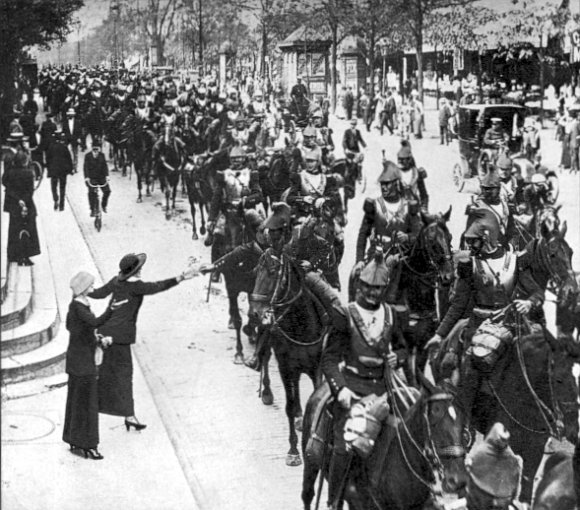
فرسان فرنسيون في طريقهم لميادين القتال في 2 أغسطس 1914.

مثل استخدام الخيل في الحرب العالمية الأولى فترة انتقالية في تطور الصراعات المسلحة. قديمًا، كانت وحدات سلاح الفرسان أحد العناصر الهجومية الأساسية في القوات العسكرية. ولكن خلال الحرب العالمية الأولى، أصبح من الواضح ضعف تأثير سلاح الفرسان أمام المدافع الرشاشة الحديثة ونيران المدفعية، مما ألجأ أطراف النزاع إلى تعزيز استخدام القوات الميكانيكية، وتقليل الاعتماد على وحدات الفرسان. كما كان لتطور الدبابات خلال نفس الفترة شأنه، حتى أنها أصبحت البديل لوحدات الفرسان عند القيام بهجوم مفاجئ. وبالرغم من ضعف تأثير سلاح الفرسان في هذه الفترة، إلا أنه لعب دورًا هامًا طوال فترة الحرب.
استخدم كل أطراف النزاع الرئيسيين في الحرب العالمية الأولى، قوات سلاح الفرسان في بداية الحرب. توقفت ألمانيا والنمسا والمجر عن استخدامها في الجبهة الغربية، بعد فترة وجيزة من بدء الحرب، لكنها واصلت استخدامها بقوات محدودة على الجبهة الشرقية. وعلى الجانب الآخر، استخدمت المملكة المتحدة المشاة المحمولة وسلاح الفرسان طوال فترة الحرب، بينما استخدمت الولايات المتحدة سلاح الفرسان لفترة قصيرة فقط. وبالرغم من عدم نجاح قوات فرسان الحلفاء على الجبهة الغربية، إلا أنها حققت بعض النجاح في المعارك التي دارت في الشرق الأوسط، ربما يرجع ذلك جزئيًا إلى مواجهة عدو أضعف وأقل تقدمًا من الناحية التكنولوجية. أما العثمانيون، فقد استخدموا سلاح الفرسان على نطاق واسع خلال تلك الحرب، كما استخدمت روسيا قوات سلاح الفرسان على الجبهة الشرقية، ولكن بنجاح محدود.
استخدمت الجيوش الخيول أساسًا لتقديم الدعم اللوجستي أثناء الحرب، حيث كانت أفضل من المركبات الآلية في التنقل في الأراضي الموحلة والوعرة. كما استخدمت لأغراض الاستطلاع وحمل الرسائل، فضلاً عن جر المدافع وسيارات الإسعاف وعربات الإمدادات. كان لوجود الفرسان أثره في زيادة الروح المعنوية بين الجنود في الجبهة في كثير من الأحيان، ولكنها ساهمت أيضًا في انتشار الأمراض في المعسكرات بسبب الروث والجثث. كانت الخيول ذات قيمة كبيرة أثناء الحرب ويصعب تعويضها، حتى أنه بحلول عام 1917، أصبح من المعروف بين بعض الجنود، أنه فقدان حصان أسوأ من الناحية التكتيكية من فقدان جندي. وحين منعت قوات الحلفاء إمدادات الخيول إلى قوات المحور المركزي المحاصرة، ساهم ذلك في هزيمة ألمانيا. ومع نهاية الحرب، حتى الجيش الأمريكي ذو الإمدادات الجيدة، افتقر للخيول.
كانت الظروف قاسية على الخيول في الجبهة؛ فقد قتلوا بنيران المدفعية وعانوا من الأمراض الجلدية وتسمموا بالغاز. مات مئات الآلاف من الخيول، كما عولج العديد منها في المستشفيات البيطرية، وأعيد إرسالها إلى الجبهة. كان توفير العلف للخيول من المشاكل الرئيسية، فقد خسرت ألمانيا العديد من الخيول جوعًا بسبب عدم وجود العلف. شُيدت عدة نصب تذكارية للاحتفال بالخيول التي ماتت في الحرب، كما ظهرت العديد من الروايات والمسرحيات والأفلام الوثائقية التي استعرضت استخدام الخيول في الحرب العالمية الأولى.

## سلاح الفرسان

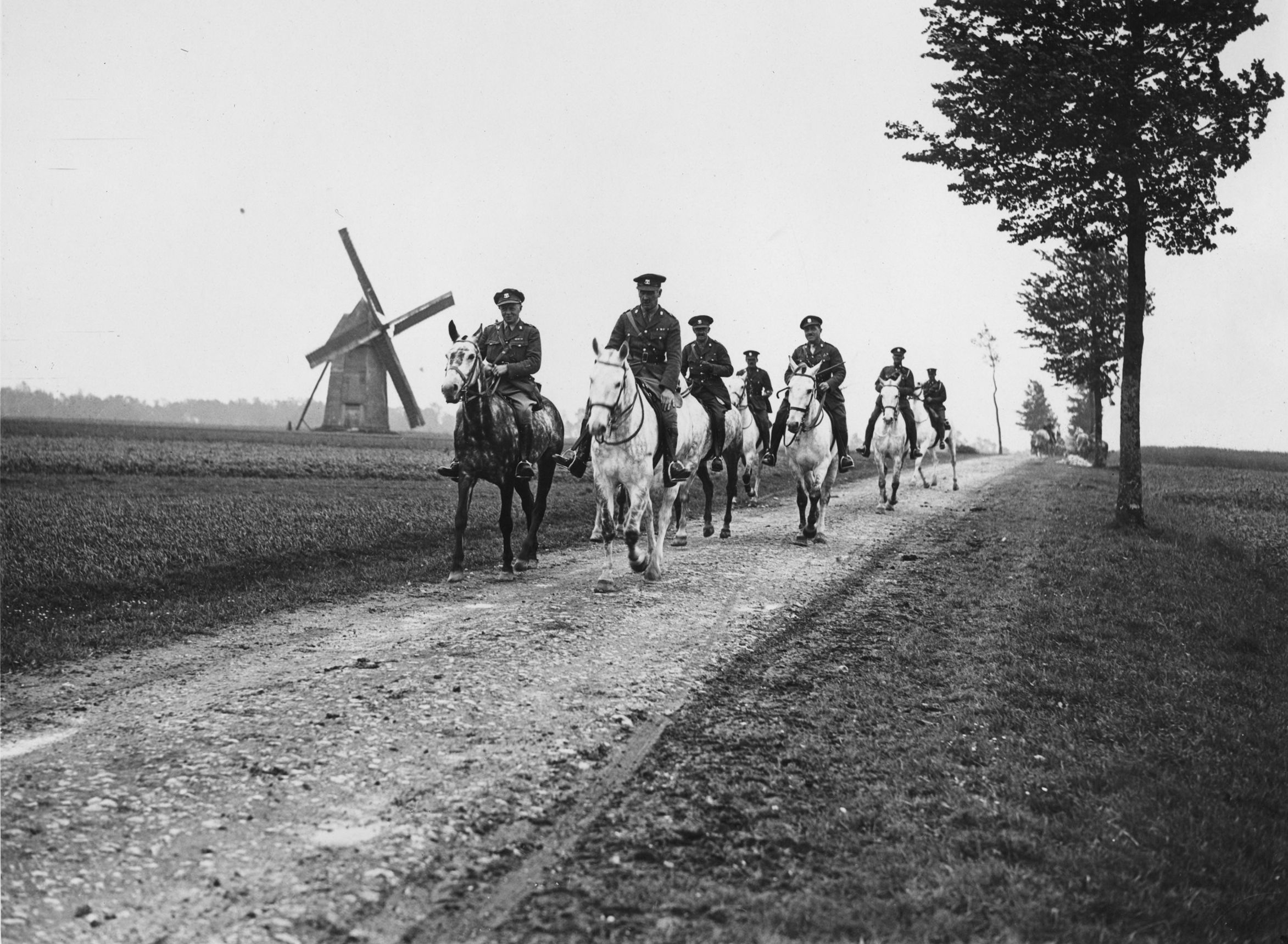
أفراد من وحدات الفرسان الملكية الاسكتلندية في فرنسا عام 1918.

قبل الحرب، أدرك العديد من القادة البريطانيين أنه مع التقدم التكنولوجي، أصبح عصر استخدام وحدات سلاح الفرسان في الحروب إلى زوال. ومع ذلك، رفض قادة سلاح الفرسان الاعتراف بذلك، وبقيت فرق الفرسان على أهبة الاستعداد طوال فترة الحرب، رغم فائدتها المحدودة. استخدمت الموارد الشحيحة في زمن الحرب لتدريب والحفاظ على أفواج سلاح الفرسان التي كانت نادرًا ما تستخدم، حيث تسبب استخدام سلاح الفرسان في المناورات التكتيكية في فقدان العديد من الجنود والخيول في هجمات عقيمة ضد رشاشات العدو.
في بداية الحرب، وقعت مناوشات بين الفرسان على عدة جبهات، واستخدمت وحدات الفرسان على نطاق واسع للاستطلاع. تدرّب الفرسان البريطانيون على القتال وهم مرتجلين أو على ظهور الجياد على حد سواء، ولكن معظم قوات الفرسان الأوروبية الأخرى اعتمدت على تكتيك الهجوم المباغت باستخدام الجياد. كانت هناك حالات نجاح محدودة لوحدات الفرسان على الجبهة الغربية، حيث استطاعت وحدات الفرسان توجيه ضربات مؤثرة في بعض المعارك. مع بداية عام 1917، استخدمت وحدات سلاح الفرسان جنبًا إلى جنب مع الدبابات والطائرات، ولا سيما في معركة كامبري، حيث كان من المتوقع استغلال الفرسان لاختراق الصفوف التي لا تستطيع الدبابات البطيئة أن تخترقها. ومع ذلك، لم تنجح هذه الخطة بسبب استخدام القوات الألمانية للمدافع الرشاشة. في كامبري، شاركت قوات من بريطانيا العظمى وكندا والهند وألمانيا بوحدات من الفرسان. استمر استخدام الفرسان حتى نهاية الحرب، حيث استخدمها الحلفاء لمضايقة القوات الألمانية المنسحبة في عام 1918 خلال هجوم المائة يوم، حيث استمر استخدام الخيول والدبابات في المعارك نفسها. بالرغم مع فائدتها المحدودة على الجبهة الغربية، إلا أنه لم يكن هناك غنى عن استخدام سلاح الفرسان في الجبهة الشرقية وفي الشرق الأوسط.
كانت التغيرات الكبيرة في تكتيكات استخدام سلاح الفرسان خلال الحرب العالمية الأولى، من العلامات المميزة للحرب نظرًا للتطور في الأسلحة التي جعلت من سلاح الفرسان سلاحًا غير فعال. وعلى الرغم من فعالية استخدام سلاح الفرسان في فلسطين في معركتي غزة الثالثة ومجدو، إلا أنه وبصفة عامة، تغير وضعها في الحرب حيث بدأ الاعتماد على الدبابات لتنفيذ الهجمات المباغتة. كان استخدام تكتيك حرب الخنادق والأسلاك الشائكة والمدافع الرشاشة من الأسباب الرئيسية، في تقليل الاعتماد على سلاح الفرسان التقليدي. بعد الحرب، بدأت جيوش القوى العالمية عملية الميكنة بشكل جدي، حيث تحولت معظم أفواج سلاح الفرسان إلى وحدات ميكانيكية أو تم تسريحها. وصف المؤرخ جي. جيه. ماير ذلك، بأن «الحرب العظمى أنهت استخدام سلاح الفرسان». منذ العصور الوسطى وحتى بداية القرن العشرين، سيطر سلاح الفرسان على ساحات المعارك، ولكن منذ الحرب الأهلية الأمريكية، أصبح من الواضح أن قيمتها في الحروب، بدأت تتراجع مع تطور سلاح المدفعية، التي أصبحت فعّآلة في صدّ هجمات الفرسان المفاجئة. أظهرت الجبهة الغربية في الحرب العالمية الأولى، أن سلاح الفرسان أصبح عديم الفائدة تقريبًا في مواجهة الأسلحة الحديثة، وعززت أيضًا حقيقة أنه من الصعب نقلها وتوفير الإمدادات بالخيول. ومع ذلك، كان ضباط سلاح الفرسان البريطاني، أكثر إصرارًا من نظرائهم في القارة الأوروبية، على استخدام والحفاظ على سلاح الفرسان، اعتقادًا منهم أن قوات الفرسان ستكون مفيدة لشن الهجمات لاختراق صفوف المشاة، وتحت الظروف المناسبة، ستكون قادرة على مواجهة المدافع الرشاشة. ومع ذلك، أثبتت الأحداث عدم صحة أي من هذه المعتقدات.

### قوات الحلفاء

#### المملكة المتحدة

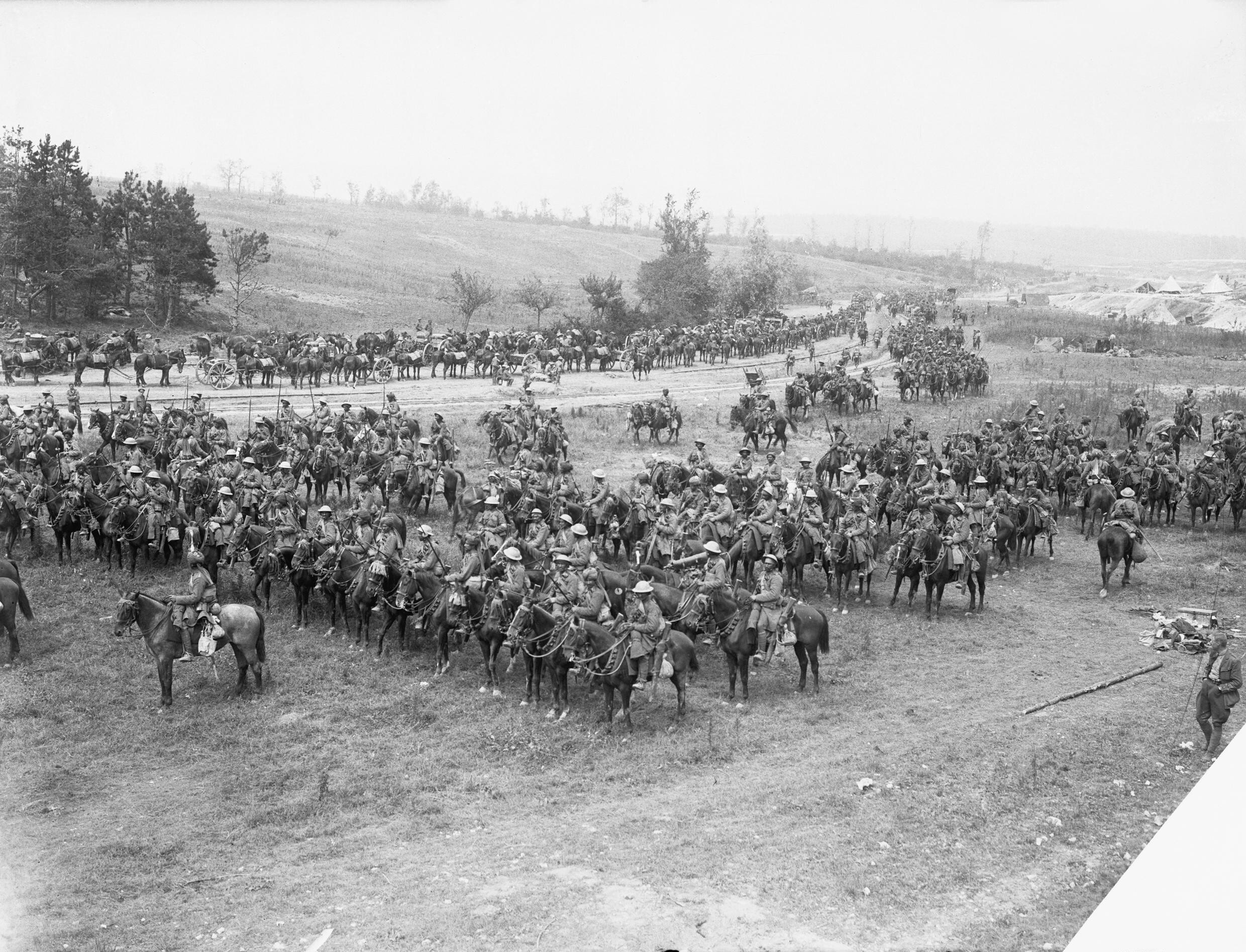
مجموعة كبيرة من الرجال والخيول في ميدان إحدى معارك الحرب العالمية الأولى.

زادت بريطانيا من أعداد سلاح الفرسان بعد أن حقق هذا السلاح انتصارات كبيرة على فرسان البوير خلال حرب البوير الثانية (1899-1902). استخدمت وحدات محمولة على الخيول منذ الأيام الأولى للحرب العالمية الأولى، ففي 22 أغسطس 1914، أنطلقت الطلقة الأولى البريطانية في الحرب في فرنسا عن طريق الفارس «إدوارد توماس» من فرقة الحرس الملكي الأيرلندي الرابعة قرب «كاستو»، خلال دورية في فترة الاستعداد لمعركة مونس. وفي غضون 19 يومًا من بداية التعبئة البريطانية للحرب في 24 أغسطس 1914، تصدى فوج سلاح الفرسان من فرقة الرماح التاسعة بقيادة «ديفيد كامبل» لقوات من المشاة والمدافع الألمانية. أطاع كامبل الأوامر الصادرة له، على الرغم من اقتناعه بأنه من الحكمة مواجهة هذه القوات مرتجلين. كانت النتيجة خسارة البريطانيين لـ 250 رجل و300 حصان. وفي 7 سبتمبر، واجهت قوات كامبل مرة أخرى قوات ألمانية من فرقة الفرسان الألمانية الأولى. وفي السنة نفسها، أنجزت وحدات الفرسان البريطانية مهمتها قبل الأخيرة على ظهور الخيل، وهي انسحاب قوات الحلفاء من مونس. ومع الوصول إلى نهر المارن ولجوء الحلفاء إلى حرب الخنادق، أصبح سلاح الفرسان غير فعّال. وبالرغم من استمرار وجود فرق فرسان بريطانية، إلا أنه أصبح من المعتاد أن يقاتل أفراد تلك الفرق مرتجلين. واصلت بريطانيا استخدامها لسلاح الفرسان طوال فترة الحرب، وعام 1917، قام سلاح الفرسان بمهمته الأخيرة على ظهور الخيل بمهاجمته لخط هيندنبيرغ في أراس. بناءً على أوامر من الفيلد مارشال «إيرل هيج»، هاجمت قوات فرسان بريطانية، قوات ألمانية مزودة بالرشاشات الثقيلة ومحصنة بالأسلاك الشائكة، فكانت النتيجة مذبحة راح ضحيتها ثلثي عدد الفرسان المهاجمين للموقع الألماني.
على الرغم من سجل وحدات الفرسان السئ في الحرب في أوروبا، إلا أن الخيول أثبتت أنه لا غنى عنها في المجهود الحربي البريطاني في فلسطين، خاصة في ظل قيادة الفيلد مارشال إدموند ألنبي، الذي شكّلت وحدات الفرسان نسبة كبيرة من قواته. بحلول منتصف عام 1918، قدّرت المخابرات التركية عدد الفرسان تحت قيادة ألنبي بـ 11,000 فارس. سحقت قوات ألنبي الجيوش العثمانية في سلسلة من المعارك التي شملت الاستخدام المكثف لسلاح الفرسان من كلا الجانبين. اعتبر بعض الخبراء العسكريين هذه الانتصارات دفاعًا غير ذي جدوى عن سلاح الفرسان، نظرًا لأن القوات البريطانية كانت ضعفي عدد قوات الأتراك مع نهاية عام 1918، كما أن القوات العثمانية لم تكن مدربة جيدًا.

#### الهند
شارك سلاح الفرسان الهندي في المواجهات على الجبهتين الغربية والفلسطينية طوال الحرب، حيث شاركت قوات من فرقتي الفرسان الأولى والثانية الهنديتين في القتال في الجبهة الغربية، بما في ذلك معركة كامبري. كما أدت الكتيبة الخامسة من فرقة الفرسان الأولى مهمتها بنجاح في معركة كامبري، على الرغم من مواجهتها للمدافع الرشاشة والأسلاك الشائكة. كان هذا النجاح من الأحداث غير العادية في تلك الحرب. وفي ربيع عام 1918، انضم عدد من فرق الفرسان الهندية لقوات ألنبي بعد نقلها من الجبهة الغربية.

#### كندا

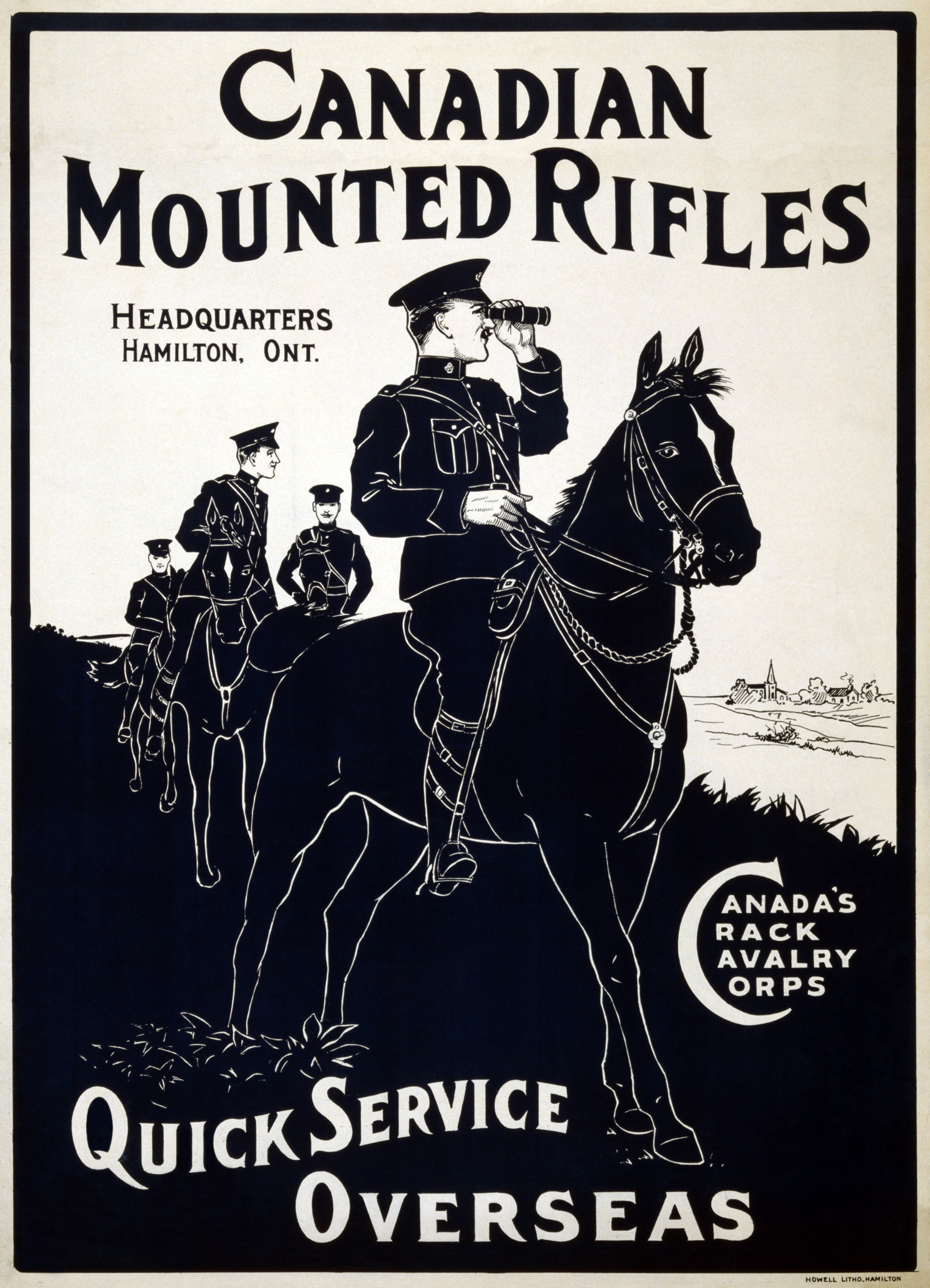
ملصق يدعو للتجنيد في قوات المشاة الكندية

عندما بدأت الحرب، انتقل فوج من سلاح الفرسان الكندي إلى إنجلترا للتدريب. خدم هذا الفوج كقوات مشاة في الخنادق الفرنسية خلال عام 1915، ولم يعودوا إلى وضعهم على ظهور الجياد إلا في 16 فبراير 1916. شارك هذا الفوج في الدفاع عن سوم في مارس عام 1917، وحصل الملازم «فريدريك هارفي» حصل على صليب فيكتوريا لشجاعته. كما واجه سلاح الفرسان الكندي نفس الصعوبات التي واجهتها فرسان الدول الأخرى في كسر جمود حرب الخنادق، وإن كان لم يشارك في الخطوط الأمامية سوى في مناسبات قليلة. ومع ذلك، في ربيع عام 1918، كان سلاح الفرسان الكندي أساسيًا في التصدي لآخر هجوم ألماني رئيسي في الحرب. وفي 30 مارس 1918، هاجم الفرسان الكنديون المواقع الألمانية في معركة غابة مورييل، وهزموا قوة ألمانية مدعمة بنيران الرشاشات. وعلى الرغم من استسلام القوات الألمانية، إلا أن 75 فارس من أصل 100 فارس قتلوا أو جرحوا في الهجوم الذي واجهوا فيه 300 جندي ألماني.

#### أستراليا ونيوزيلندا

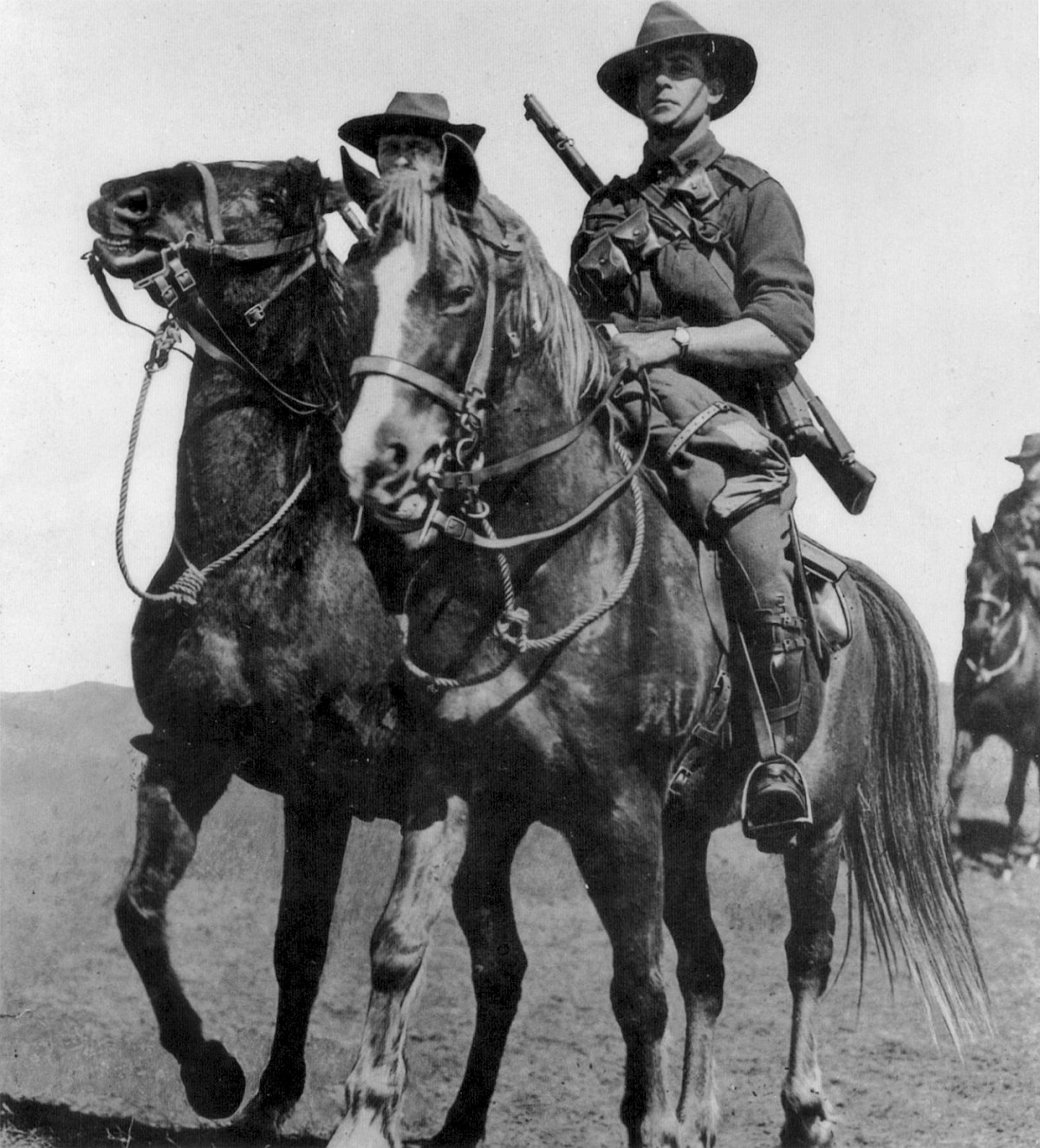
فارس من سلاح الفرسان الأسترالي على صهوة جواده عام 1914.

تأسست فرقة الخيالة الأسترالية النيوزيلندية في مصر في عام 1916، من المشاة الذين شاركوا في معركة جاليبولي. اشتبك بعض أفرادها مع قوات عثمانية في قناة السويس في منتصف عام 1916، واستولوا على معظم النقاط الحصينة العثمانية في معركتي مجدبة ورفح في بداية عام 1917. كما شاركوا في معارك غزة الأولى والثانية والثالثة في عام 1917، وفي عام 1918، شنوا غارات عبر نهر الأردن، ساعدت في الاستيلاء على عمان حيث أسروا 10,300 أسير في تسعة أيام، وأعادوا احتلال جاليبولي في ديسمبر 1918.
نقلت الفرقة البنادق والحراب والمدافع الرشاشة، باستخدام الخيول السريعة. تم تقسيم الفرقة لوحدات صغيرة من أربعة رجال، ثلاثة يقاتلون مرتجلين والرابع يهتم بالخيول. خاضت تلك القوات بعض المعارك على ظهور الخيل كما في معركة بئر السبع في عام 1917، حيث نفذت تلك الفرقة ما يسمى أحيانًا بـ «آخر مهام الفرسان الناجحة في التاريخ»، عندما اجتاحت كتيبتين من هذه الفرقة الخنادق العثمانية بنجاح. انتشرت هاتان الكتيبتان على مساحة واسعة، لكي لا يصبحوا هدفًا للمدفعية العثمانية، واندفعوا نحو نيران المدافع الرشاشة، وهم مسلحين بالبنادق والحراب فقط. سقطت بعض صفوفهم الأمامية، ولكن باقي القوات استطاعت اختراق الخنادق. ترجّل بعض الفرسان للقتال في الخنادق، بينما واصلت باقي القوات الزحف نحو بئر السبع، للاستيلاء على المدينة وإمداداتها من المياه. أسهمت هذه المهمة الناجحة لفرقة الخيالة الأسترالية النيوزيلندية في تأمين انتصار ألنبي في فلسطين.

#### فرنسا
قبل بداية الحرب، كانت الكثير من جيوش أوروبا لا تزال تعتبر سلاح الفرسان سلاحًا فعالاً في المعارك، حتى أن فرنسا زادت من أعداد فرسانها قبل عام 1914. واجه سلاح الفرسان الفرنسي نفس المشاكل التي واجهها البريطانيون على الجبهة الغربية، أضف إلى ذلك طريقة معاملتهم للخيول التي تسببت لهم في مشاكل أخرى. لم يكن الفرنسيون بصفة عامة فرسان مهرة: «فقد كان الفارس الفرنسي في عام 1914، يهتم بجلوسه على حصانه بصورة جميلة، ولكن لم يكن يجيد التعامل مع فرسه. كما لم يرتجل على قدميه حتى في الأوقات التي كان باستطاعته أن يفعل فيها ذلك، مما تسبب في إصابة ظهور الآلاف الجياد بالقرحة...». كما اتهم أحد الجنرالات الفرنسيين، «جان فرانسوا سورديه»، بحرمانه للخيول من الحصول على المياه في الطقس الحار. وبحلول سبتمبر 1914، بتعريضه لرجاله وخيولهم للخطر في معركة المارن الأولى، أعفي سودريه من القيادة. وفي أواخر أغسطس 1914، أصبح سدس الخيول في سلاح الفرسان الفرنسي غير قابلة للاستخدام.

#### روسيا
كانت روسيا تمتلك ست وثلاثين فرقة فرسان عندما دخلت الحرب في عام 1914، وأعلنت الحكومة الروسية أنه بإمكان فرسانها أن يتوغلوا إلى قلب ألمانيا. وعلى الرغم من دخول القوات الروسية ألمانيا، إلا أنه سرعان ما واجهتها القوات الألمانية بقيادة الفيلد مارشال بول فون هيندينبيرغ واللفتنانت جنرال إريك لودندورف في أغسطس 1914، في معركة تاننبرغ، حيث استطاعت القوات الألمانية محاصرة الجيش الثاني الإمبراطوري، وقضت على قوات الفرسان القوزاق التي كانت بمثابة الحرس الخاص للجنرال ألكسندر سامسونوف. بينما استطاعت وحدات سلاح الفرسان الروسي الأخرى مهاجمة القوات النمساوية المجرية بنجاح وأجبرتها على الانسحاب في سبتمبر 1914، مخلفين خسائر تقدر بـ 40,000 جندي من أصل 50,000 جندي هم قوام الفيلق النمساوي المجري الرابع عشر. واجهت القوات الروسية مشكلة نقل سلاح الفرسان، والتي تسببت في مزيد من الضغط على البنية التحتية الروسية، نظرًا للمسافات الطويلة التي دفعت الروس إلى نقل القوات بواسطة القطار. وعلى سبيل المقارنة، فأن القطار الذي ينقل 100 فارس يكفي لنقل 400 جندي مشاة.

#### الولايات المتحدة الأمريكية

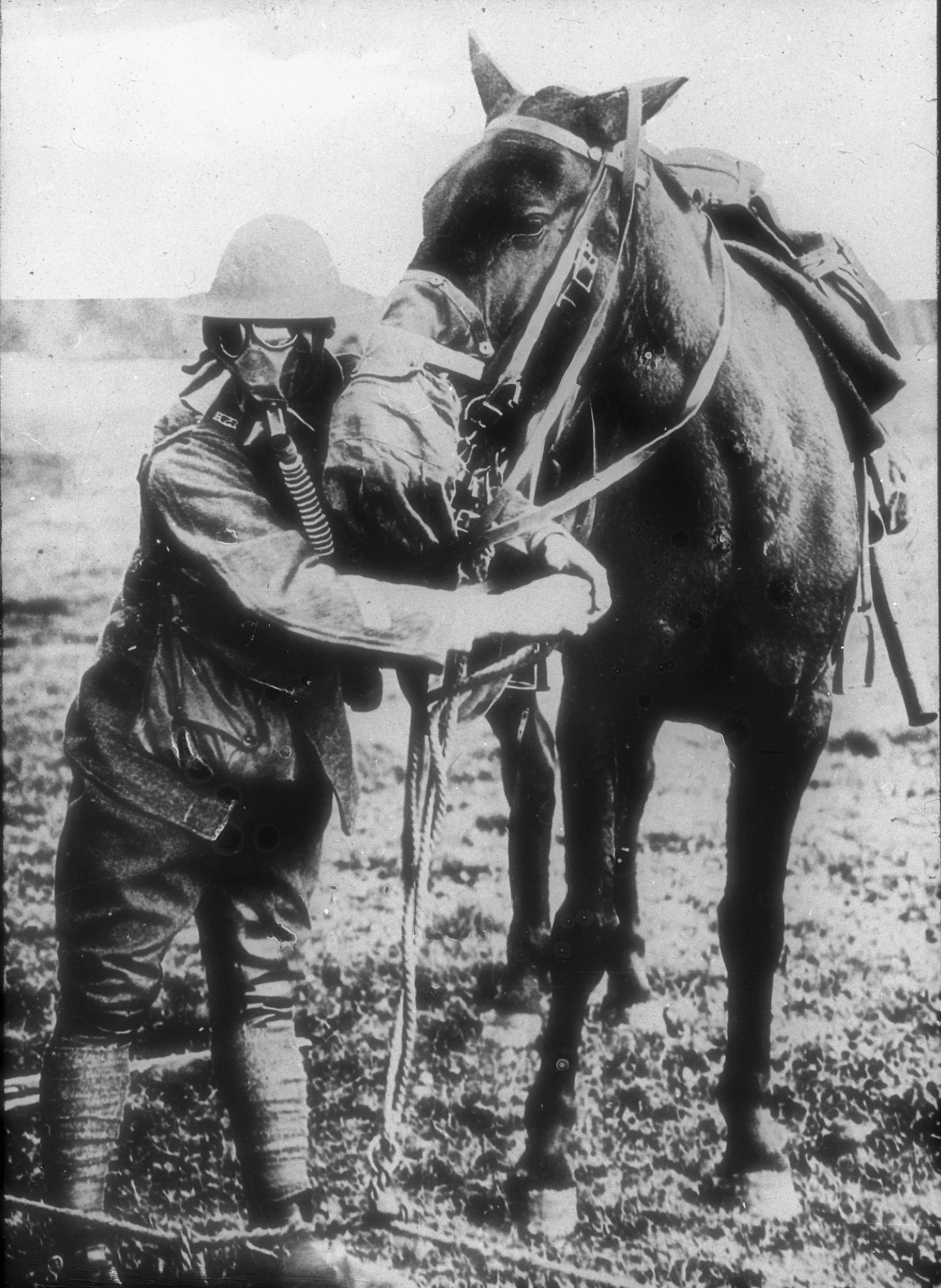
فارس أمريكي يرتدي قناع الغاز وخوذة، ويقف بجانب حصانه الذي ألبسه قناع غاز.

بحلول عام 1916، كان سلاح الفرسان الأمريكي يتألف من 15,424 فرد مقسمين إلى 15 فوج، اكتسبت الولايات المتحدة خبرة كبيرة في عامي 1916 و1917، خلال حملة بانشو فيا في المكسيك، وذلك قبل انضمامها للحرب رسميًا، والتي ساعدت في إعداد الفرسان الأمريكيين لدخول الحرب العالمية الأولى. وفي مايو 1917، في الشهر التالي لإعلان الولايات المتحدة الحرب، دخل قانون الدفاع الوطني لعام 1916 حيز التنفيذ، فتشكّلت الأفواج من الفوج الـ 18 إلى الفوج الـ 25، وبعد ذلك، تم إضافة عشرين فوج آخرين. ولكن، أظهرت التجارب خلال السنوات الأولى من الحرب التي كانت حرب خنادق، وخاصة الخنادق المحصّنة بالمدافع الرشاشة والمدفعية، أن سلاح الفرسان لم يعد عمليًا. ولذا، في أول أكتوبر 1917، صدر أمر الكونغرس الأمريكي بتحويل ثماني أفواج فرسان إلى أفواج مدفعية، وفي أغسطس 1918، تحولت 20 وحدة فرسان أمريكية إلى 39 وحدة هاون ومدفعية خنادق. انضمت وحدات من الفرسان إلى القوات الأمريكية في أوروبا، حيث عمل هؤلاء الجنود بشكل أساسي كسائسين للخيول وكوحدات بيطرية، لدعم وحدات المدفعية ووحدات خدمات النقل. وفي 11 سبتمبر 1918، توغلت وحدة فرسان أمريكية من 418 فرد خلال الليل خمسة أميال وراء الخطوط الألمانية، إلا أنهم رُصدوا واضطروا للعودة إلى مناطق الحلفاء. وبعد مشاركة تلك الوحدة في هجوم موزيه-أرجون، وبحلول منتصف أكتوبر، نقلت الفرقة من الجبهة بعد انخفض عددها إلى 150 رجل فقط.

### قوات المحور المركزي

#### ألمانيا
أضافت ألمانيا ثلاثة عشر كتيبة من المشاة المحمولة على الخيول إلى قواتها، كما زادت الإمبراطورية النمساوية المجرية من قواتها، وجهز الجيش البلغاري أيضًا سلاح فرسانه. وعندما غزا الألمان بلجيكا في أغسطس 1914، كان لدى البلجيك كتيبة واحدة من الفرسان.

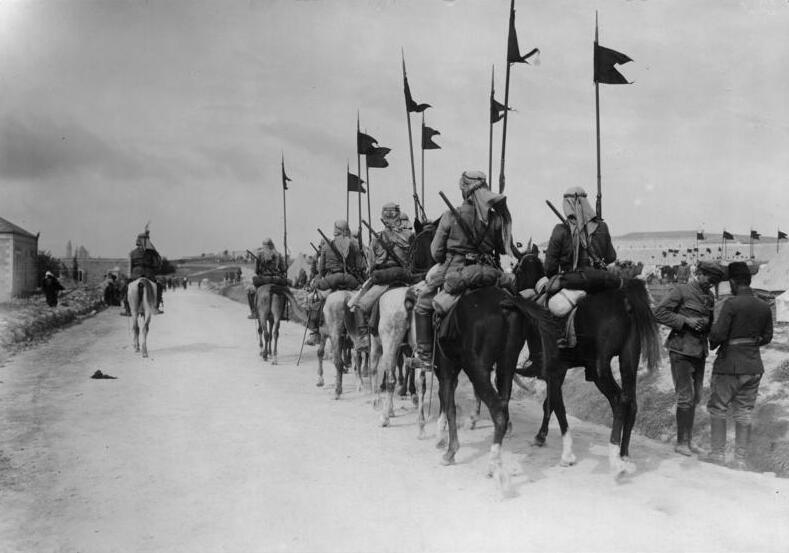
فرسان من الجيش العثماني بجنوب القدس في إبريل 1917.

واجه فرسان دول المحور المركزي (ألمانيا والإمبراطورية النمساوية المجرية)، نفس المشاكل التي واجهت الروس مع النقل. اعتمدت ألمانيا بشكل رئيسي على سلاح الفرسان في القتال مع البريطانيين في أواخر عام 1914، بما في ذلك معركة المارن الأولى في سبتمبر 1914. أنهت تلك المعركة تفوق سلاح الفرسان الألماني، نظرًا لاستخدام البريطانيين للمدفعية التي تجرها الخيول. توقفت ألمانيا عن استخدام سلاح الفرسان على الجبهة الغربية بعد فترة قصيرة من بداية الحرب، بعد تغيير قوات الحلفاء لتكتيكاتهم في المعارك، بما في ذلك استخدامهم لأسلحة متقدمة. بينما استمروا في استخدام سلاح الفرسان إلى حد ما على الجبهة الشرقية، وخاصة داخل الأراضي الروسية في بداية عام 1915.

#### الإمبراطورية النمساوية المجرية
اضطر النمساويون للتوقف عن استخدام سلاح الفرسان بسبب سوء تجهيزات خيولهم، والتي كانت تؤذي ظهور الجياد. لم تمر سوى بضعة أسابيع من بداية الحرب، حتى صارت نصف الخيول النمساوية غير صالحة للاستخدام، والبقية على وشك الانضمام إليها.

#### الدولة العثمانية
في عام 1914، دخل الأتراك العثمانيون الحرب بفرقة فرسان واحدة تابعة للجيش العثماني، وأربعة فرق احتياط (تأسست في عام 1912) تحت إمرة الجيش العثماني الثالث. تألفت هذه الفرق من الأكراد والقرويين الأتراك وبعض الأرمن. كان أداء فرق الاحتياط سيئًا، وبحلول مارس 1915، لم يبق منهم على قيد الحياة سوى فرقتين قوامهما ألفا وسبعون فارس. ومع نهاية نفس الشهر، تم دمج أفضل عناصر الفرقتين في فرقة واحدة، وتم تسريح الباقين. وبعد ذلك، اشتبكت تلك القوات طوال عام 1915، مع الروس، كما تبادلت وحدة من سلاح الفرسان العثماني إطلاق النار مع طاقم غواصة في الدردنيل في بداية عام 1915. اشتبك سلاح الفرسان العثماني مع البريطانيين في عدة معارك، بما في ذلك معركة غزة الثالثة في أواخر عام 1917. واصل سلاح الفرسان العثماني المشاركة في المعارك خلال عام 1918، بما في ذلك معركة مجدو في أبريل ومايو من ذلك العام، والتي يسميها العثمانيون معركتي الأردن الأولى والثانية. وبحلول سبتمبر 1918، تمركزت قوات سلاح الفرسان في الجيش النظامي في جميع أنحاء الجبهة التركية، ولم يبق لدى العثمانيون سوى فرقتي فرسان احتياطتين جاهزتين، كانت إحداهما قد تشكلت بعد خسائر سلاح الفرسان في عام 1915.

## الدعم اللوجيستي

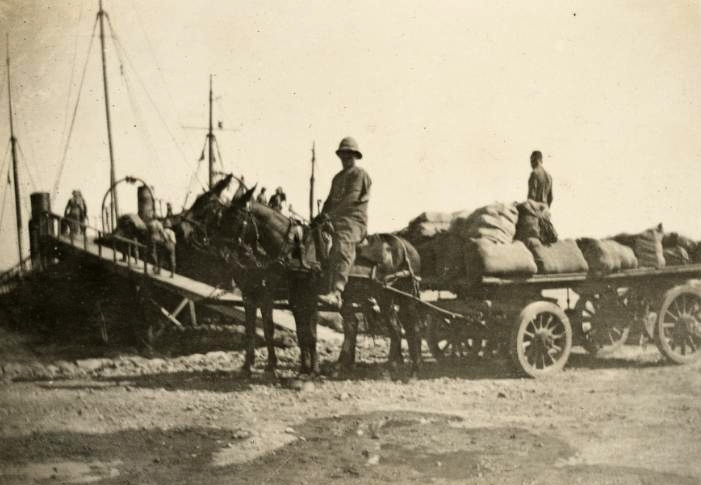
جندي يقود عربة محملة بالامدادت، يجرها بغالان.

استخدمت الخيول لجر عربات الإسعاف وحمل الإمدادات والذخائر. في بداية الحرب، اعتمد الجيش الألماني على الخيل لسحب المطابخ الميدانية، فضلاً عن عربات الذخيرة لكتائب المدفعية. كما استخدم سلاح الإشارة الملكي البريطاني الخيول لسحب عربات الأسلاك، وإرسال الرسائل الميدانية عن طريق فرسان المراسلة، كما استخدمت الخيول عادةً لجر المدافع. كانت الأوحال شائعة في بعض مناطق الجبهة، مما جعل دور الخيول حيويًا، لأنها كانت الوسيلة الوحيدة لإيصال الإمدادات إلى الجبهة ولنقل المدافع من مكان إلى مكان. واستخدمت في بعض الأحيان خيول وهمية لخداع العدو في تحديد مواقع القوات. وقد اعتمد الجنرال البريطاني «ألنبي» بشكل أساسي على الخيول خلال حملاته في جبهة الشرق الأوسط، ولا سيما في نهاية الحرب.
عملت آلاف الخيول لسحب المدافع الميدانية؛ حيث يحتاج كل مدفع من ستة إلى إثني عشر حصانًا لسحبه. وخلال معركة كامبري، استخدُمت الخيول لجر المدافع التي استولت عليها القوات البريطانية من المنطقة المحرمة. ساعدت الخيول والبغال في نقل الذخيرة وغيرها من اللوازم الحربية على عربات رغم الظروف السيئة. كانت قيمة الخيول معروفة لجميع الأطراف المتقاتلة. ففي عام 1917، وفي معركة باسندال، أدرك الجنود في الجبهة أن فقدان حصان في هذه المرحلة أسوأ من فقدان رجل، لأن الرجال يمكن توفير غيرهم، أما الخيول فلا. بالنسبة لبريطانيا، كانت الخيول ذات قيمة كبيرة لدرجة أنه إذا قتل حصان فارس أو مات، كان لزامًا عليه أن يقطع حافره وتسليمه إلى قائده لإثبات أنه لم يفقده.

## احتياجات الطرفين من الخيول

### قوات الحلفاء

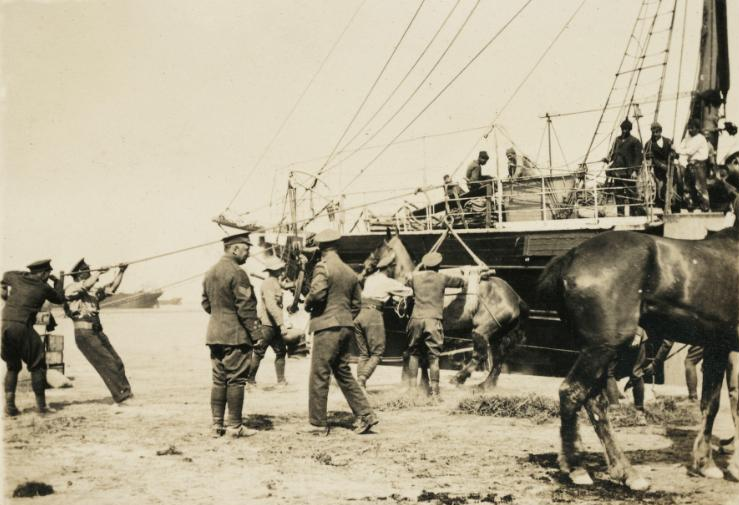
إنزال الخيول من على ظهر سفينة في جاليبولي عام 1915.

لتلبية حاجتها من الخيول، استوردت بريطانيا الخيول من أستراليا وكندا والولايات المتحدة الأمريكية والأرجنتين، وجمعت ما في حوزة المدنيين البريطانيين. كما أمر اللورد كتشنر بألا تجمع الخيول التي تقل عن 5 أقدام، بناءً على طلب العديد من الأطفال البريطانيين، الذين كانوا قلقين على مهورهم. كما قدمت الحكومة البريطانية الفحول الجيدة للمزارعين، في محاولة لتحسين إمدادات الخيول للاستخدام العسكري المحتمل. استخدمت خيول من السلالات كبيرة الحجم لجر المدافع، والتي كان يراعى أن تكون متوسطة الحجم لتكون أكثر فاعلية وأكثر قدرة على التحمل من الخيول الطويلة القامة الثقيلة الوزن ذات الأرجل الطويلة.
كان الإمداد المستمر بالخيول قضية رئيسية في الحرب، حيث أحصت إحدى التقديرات عدد الخيول التي خدمت في الحرب العالمية الأولى بنحو ست ملايين حصان، مات نسبة كبيرة منهم لأسباب مرتبطة بالحرب. وفي عام 1914، قُدّر عدد خيول بريطانيا بين 20,000 و25,000 حصان، وأمام هذا الرقم الضئيل، استدعى الأمر طلب الحكومة البريطانية المساعدة من الولايات المتحدة، حتى قبل دخول الأخيرة الحرب رسميًا. وهو ما لم يعان الروس منه في بداية الحرب، ففي أغسطس 1914، كانت روسيا قد جمعت أكثر من مليون حصان. بين عامي 1914 و1918، صدّرت الولايات المتحدة نحو مليون حصان إلى الخارج، كما استخدمت 182,000 حصان آخر في الخارج مع القوات الأمريكية. أدي ذلك إلى نقص عدد الخيول في البلاد بصورة كبيرة. لم يعد سوى 200 حصان فقط إلى الولايات المتحدة، وقتل نحو 60,000 في المعارك. بحلول منتصف عام 1917، أصبح لدى بريطانيا 591,000 حصان و213,000 بغل، ونحو 60,000 جمل وثور. أنفقت بريطانيا 67.5 مليون جنيه إسترليني على شراء وتدريب وتجهيز الخيل والبغال للجبهة. كما أصبح الحكومة البريطانية طرفًا رئيسيًا في تجارة الخيول الدولية، من خلال توريدها للخيول ليس فقط للجيش البريطاني، ولكن إلى كندا وبلجيكا وأستراليا ونيوزيلندا والبرتغال، وحتى بأعداد قليلة للولايات المتحدة.
كانت عملية شحن الخيول عبر الأطلسي بين الولايات المتحدة وأوروبا مكلفة وخطرة. وقد قدّر المسؤولون الأمريكيون أن أكثر من 6,500 حصان وبغل غرقوا أو قتلوا بسبب هجمات الألمان على سفن الحلفاء. في المقابل، خسرت نيوزيلندا حوالي 3 % من الـ 10,000 حصان التي تم شحنها إلى الجبهة خلال الحرب. كانت خسائر الخيول كبيرة، حتى أن الجيش الأمريكي ذا الإمدادات الوفيرة، واجه عجزًا في الخيول في السنة الأخيرة من الحرب. بعد أن حرر الجيش الأمريكي الأول بقيادة الجنرال جون بيرشنغ غابة أرجون من أيدي الألمان في أواخر 1918، واجه عجزًا يقدّر بحوالي 100,000 حصان، مما أثر على تحركات المدفعية. وعندما طلب بيرشنغ من مارشال فرنسا فرديناند فوش 25,000 حصان، رفض فوش. وكان من المستحيل الحصول على إمدادات من الولايات المتحدة، نظرًا لتعطل حركة الملاحة. ومع ذلك، قاتل الأمريكيون بما لديهم حتى نهاية الحرب، رغم عدم قدرتهم على الحصول على إمدادات كافية من الخيول.

### قوات المحور المركزي

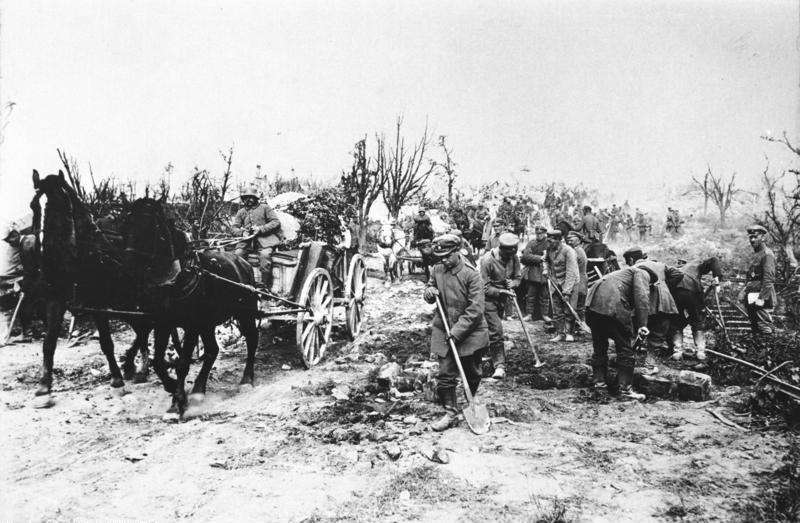
حصان يجر عربة إمدادات ألمانية في فرنسا في عام 1917.

قبل الحرب العالمية الأولى، زادت ألمانيا من احتياطياتها من الخيول في المزارع التي ترعاها الدولة، وبدعمها للمربّين الذين ينتجون الخيول. ساعد هذا الدعم على توفير الخيول والبغال عالية الجودة للجيش الألماني. كما ساعدت سياسة الدعم على زيادة نسبة الخيول في الجيش، فأصبح هناك حصان لكل ثلاثة جنود في عام 1914، بعد أن كان هناك حصان لكل أربعة جنود في عام 1870. لذا، كان لدى ألمانيا كل ما تحتاجه من الخيول عند بداية الحرب. مع بداية الحرب، اعتبرت الخيول احتياطيات للجيش، وأصبح لزامًا على أصحابها تسجيلهم بشكل منتظم لدى سجلات الجيش لتحديد مواقع جميع الخيول بالتفصيل. في الأسابيع الأولى من الحرب، جمع الجيش الألماني 715,000 حصان والجيش النمساوي 600,000 حصان. وعمومًا، قدرت نسبة الخيول للرجال في قوات المحور المركزية بنسبة حصان لكل ثلاث رجال.
لم تحصل ألمانيا على أعداد كبيرة من الخيول بعد بدء الحرب، إلا بعد احتلالها للأراضي، حيث استولت على أكثر من 375,000 حصان من الأراضي الفرنسية المحتلة ليستخدمها الجيش الألماني، كما استولت على 140,000 حصان باحتلالها للأراضي الأوكرانية. شكّل الألمان لجنة لشراء الخيول من بلجيكا في أكتوبر 1914، استطاعت أن تستولي على خيول بما يكفي، حتى أن الزراعة البلجيكية وتربية الخيول تأثرت بنقص الخيول. كما أدى نقص أعداد الخيول في بلجيكا إلى أزمة وقود في فصل الشتاء التالي، نتيجة عدم وجود الخيول لسحب عربات الفحم. مما دفع الألمان لبيع بعض الخيول التي جمعوها في المزاد العلني. منع الحلفاء الألمان من استيراد المزيد من الخيول، مما عرضها لعجز في الخيول أثناء الحرب، فأصبح من الصعب بالنسبة لهم نقل الإمدادات والمدفعية، فأسهم ذلك في هزيمة الألمان في الحرب.

## الخسائر والعلاج

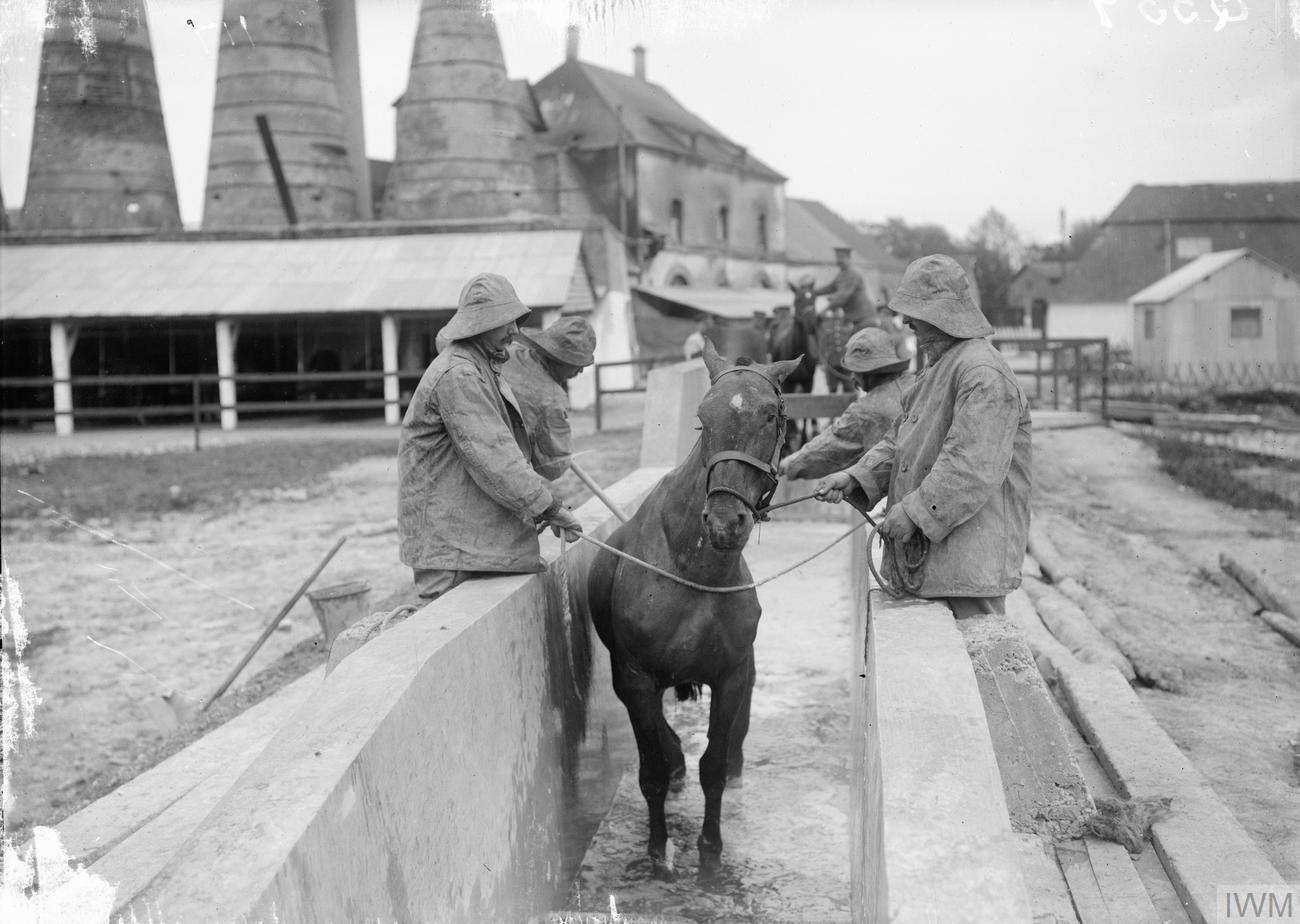
حصان يعالج من مرض جلدي في مستشفى بيطري بريطاني عام 1916.

قتل نحو 25 % من الخيول المستخدمة في المعارك بين عامي 1914 و1916، بينما تكفّلت الأمراض والإرهاق بالنسبة الأكبر من وفيات الخيول في الفترة المتبقية من الحرب، بالإضافة إلى استهداف الألمان للخيول بإطلاق النار علي الخيول. كانت أعلى معدلات وفاة للخيول في شرق أفريقيا، حيث بلغت الوفيات في عام 1916 وحده، 290 % من عدد الخيول الأصلي الذي بدأت به المعارك، وذلك بسبب عدوى التسي تسي. كان متوسط خسائر بريطانيا من الخيول كل عام نحو 15 % من حجم الخيول لديها، سواء قتلوا أو فقدوا أو ماتوا أو لم يعودوا يصلحون للاستخدام، كما بلغت خسائرها على الأراضي الفرنسية نحو 17 %، مقارنة بـ 80 % في حرب القرم و120 % في حرب البوير و10 % في وقت السلم. خلال بعض فترات الحرب، كان يصل إلى أوروبا نحو 1,000 حصان يوميًا، لإمداد القوات البريطانية ولتحل محل الخيول المفقودة. انهارت بعض الخيول نتيجة الإرهاق والحركة في الأوحال العميقة لدرجة عدم قدرتها على رفع رؤوسها عاليًا بما يكفي لتتنفس. كانت خسائر الخيول عالية خصوصًا خلال معارك الاستنزاف، مثل معركة فردان عام 1916 بين القوات الفرنسية والألمانية. ففي يوم واحد، قتل 7,000 حصان على كلا الجانبين. بحلول عام 1917، كانت لدى بريطانيا أكثر من مليون حصان وبغل في الخدمة، ولكن أسفرت الظروف القاسية، وخصوصًا خلال فصل الشتاء، عن خسائر فادحة لا سيما في الخيول المستخدمة لنقل الأسلحة. وعلى مدار الحرب، فقدت بريطانيا أكثر من 484,000 حصان، أي بمعدل حصان واحد في مقابل رجلين. منهم 210 حصان قتلوا بالغاز السام.
كانت تغذية الخيول من المشكلات الرئيسية في الحرب، كما كان العلف من السلع التي اعتمدت بعض البلدان على تصديرها للجبهة، بما في ذلك بريطانيا. يأكل الحصان نحو عشرة أضعاف كمية الطعام التي يتناولها الإنسان، مما زاد من أعباء خدمات النقل في الحرب. في عام 1917، تأثرت عمليات الحلفاء بعدما انخفضت حصص تغذية الخيول، بعد اعتراض الغواصات الألمانية لإمدادات الشوفان من أمريكا الشمالية، وأيضًا لضعف المحتوى الغذائي للمحاصيل الإيطالية. واجه الألمان أزمة أعلاف أسوأ من ذلك، نظرًا لسوء تقديرهم لاحتياجاتهم من الأعلاف قبل بداية الحرب. أضيفت نشارة الخشب للأعلاف في أوقات العجز لتخفيف شعور الحيوانات بالجوع، ومع ذلك، مات الكثير من الحيوانات جوعًا.
كانت الخيول تشكل خطرًا صحيًا على الجنود، بسبب صعوبة الحفاظ على مستويات عالية من النظافة حول الخيول، ظهر ذلك جليًا في المعسكرات في مصر. كما كان روث الخيول تربة خصبة للأمراض التي تحملها الحشرات. كان من المفترض أن يدفن الروث، ولكن لظروف المعارك وتلاحقها، جعل من ذلك أمرًا مستحيلاً. كما كان دفن جثث الخيول من مهام الضباط المسؤولين عن صحة الجنود.
مات العديد من الخيول نتيجة استهدافهم في الجبهة أو الغرق سواء أثناء النقل أو في الوحل أو بسبب وقوعها في الحفر الناتجة عن القذائف، كما تعرضت الخيول لسوء التغذية ونقص الرعاية وهجمات الغازات السامة والأمراض الجلدية كالجرب. عندما بدأت الحرب الكيميائية في عام 1915، تم إنتاج أقنعة للخيول لتساعدهم على التنفس خلال الهجمات. وفي وقت لاحق، طوّر الحلفاء ودول المحور عدة أنواع من الأقنعة الواقية من الغازات، على الرغم من تدمير بعض الخيول لها، ظنًا منها أنها أكياس للعلف. أنشأت المستشفيات البيطرية لمساعدة الخيول على التعافى من جروح المعارك، ولكنها لم تمنع جثث الآف الخيول من أن تملأ الجبهة الغربية. في سنة واحدة، عولج نحو 120,000 حصان من الجروح أو الأمراض في المستشفيات البيطرية البريطانية وحدها. كما استخدمت مقطورات إسعاف للخيول لنقلها إلى المستشفيات البيطرية الميدانية في الجبهة الغربية. كانت الأمراض أيضًا من مشكلات الخيول في الجبهة، مثل إنفلونزا الخيول والقوباء الحلقية والمغص والقروح من لدغات الذباب والجمرة الخبيثة. عالجت مستشفيات الجيش البريطاني البيطرية الميدانية 725,216 حصان على مدار الحرب، ونجحت في معالجة ما لا يقل عن 529,064 حصان.

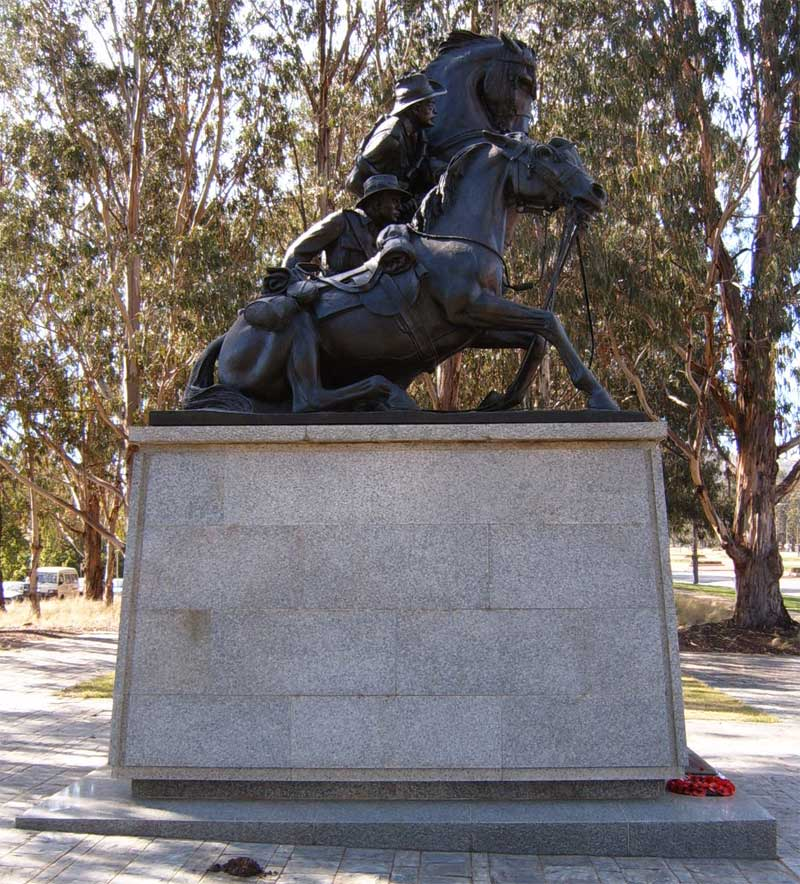
نصب تذكاري أسترالي يخلّد ذكرى استخدام الخيول في الحرب العالمية الأولى.

وعندما انتهت الحرب، قتل العديد من الخيول بسبب السن أو المرض، في حين بيعت الصغار للذبح أو للسكان المحليين. كما تبقى 13,000 حصان أسترالي في نهاية الحرب العالمية الأولى، ولكن نظرًا لقيود الحجر الصحي، لم يُسمح بإعادتها إلى أستراليا، قتل منهم ألفان، وبيع 11,000 حصان ذهب معظمها إلى الهند لخدمة الجيش البريطاني هناك. ومن الـ 136,000 حصان التي أرسلتها أستراليا إلى جبهات القتال في الحرب، لم يعد سوى حصان واحد فقط يدعى ساندي. كان ساندي ملكًا للجنرال السير وليام بريدجز، الذي قتل في جاليبولي. في أكتوبر 1917، أمر وزير دفاع أستراليا جورج بيرس بعودة ساندي إلى أستراليا، وبعد ثلاثة أشهر في الحجر الصحي، سُمح لساندي بالعودة إلى أستراليا. لم تعيد نيوزيلندا أيضًا الخيول إلى أراضيها، حيث قُتلت الخيول التي لا يحتاجها الجيشان البريطاني والمصري لمنع سوء معاملتها من قبل المشترين الآخرين.

## التكريم والذكرى
الحصان من أكثر الحيوانات ارتباطًا بالحرب، ونصبت العديد من النصب التذكارية لتخليد ذكراها، حيث شُيّد نصب تذكاري للرجال الأستراليين الذين قتلوا في مصر وسوريا وفلسطين بين عامي 1916 و1918، في كانبيرا. النسخة الأصلية من هذا النصب، كانت في ميناء بورسعيد في مصر، ولكنه دمر خلال حرب 1956. نقلت قطعة من هذا النصب التذكاري الأصلي (قطعة من رأس حصان) إلى أستراليا، واستخدمت كجزء من التمثال الجديد لتكريم الحيوانات التي خدمت مع الجيش الأسترالي. النصب أيضًا يعرض رأس ساندي الحصان الوحيد الذي عاد إلى أستراليا بعد الحرب. هناك نصب آخر نُصب في لندن لتخليد ذكرى الحيوانات، بما فيها الخيول التي خدمت مع البريطانيين وحلفائهم في كل الحروب. نقش عليه: «خصص هذا النصب التذكاري لجميع الحيوانات التي خدمت وماتت من أجل بريطانيا وحلفائها في الحروب والحملات على مر العصور، ولم يكن لها خيار».
وفي يناير 2010، بثت قناة أمريكية متخصصة في التاريخ، فيلمًا وثائقيًا بعنوان «حصان الحرب الحقيقي»، التي وصف حال الخيول أثناء الحرب العالمية الأولى.